# Histionotophorus bassanii
Histionotophorus bassanii (de Zigno, 1887) è un pesce osseo estinto, appartenente ai lofiiformi. Visse nell'Eocene medio (circa 49 milioni di anni fa) e i suoi resti fossili sono stati ritrovati in Italia, nei famosi giacimenti fossiliferi di Bolca.

## Descrizione
Questo piccolo pesce non superava solitamente i 5 centimetri di lunghezza, e possedeva un corpo compresso lateralmente e una testa profonda. Era caratterizzato da due protuberanze simili ad antenne sulla testa, una appena prima e una appena dopo gli occhi; gli occhi erano grandi, e la bocca era molto ampia. La pinna dorsale era sostenuta da raggi molto forti e decorreva lungo tutta la lunghezza del dorso. La pinna anale era anch'essa allungata, e la pinna caudale non era biforcuta. In generale, l'aspetto di questo piccolo pesce richiamava quello degli attuali Antennarius.

## Paleoecologia
Histionotophorus doveva essere un piccolo predatore abitatore dei fondali, che attraeva le sue prede grazie alle sue "esche" poste in cima al capo, come fanno tuttora i suoi parenti attuali.

## Tassonomia
Histionotophorus bassanii venne descritto per la prima volta da De Zigno con il nome di Histiocephalus bassanii, nel 1887; fu poi Eastman nel 1904 a istituire per questa forma il genere Histionotophorus, dal momento che il nome Histiocephalus era già stato utilizzato per descrivere un altro animale. Histionotophorus è un genere dei lofiiformi, un gruppo di pesci teleostei rappresentati attualmente da numerose forme abitatrici dei fondali, tra cui la famosa rana pescatrice. In particolare, Histionotophorus è stato attribuito alla famiglia Brachionichthyidae.